# 米州ボリバル同盟

ALBA諸国

米州ボリバル同盟（べいしゅうボリバルどうめい）は、反米・左派的な中南米（ラテンアメリカ・カリブ）諸国10カ国が加盟している政治・経済協力の国際組織である。結成時の名称は米州ボリバル代替統合構想。
スペイン語（大半の参加国の公用語）名称は Alianza Bolivariana para los Pueblos de Nuestra América で、ALBA（アルバ）と略す。これはスペイン語で「夜明け」という意味でもある。英語（一部参加国の公用語）名称は Bolivarian Alliance for the Americas。「ボリバル」は、南米諸国独立運動の英雄シモン・ボリバルのことである。

## 経緯
本同盟は2004年末にキューバとベネズエラ（チャベス大統領）がアメリカ主導の競争原理に基づく市場優先の新自由主義的な地域統合構想（米州自由貿易地域）に対抗して、『21世紀の社会主義』の原則の下に中南米・カリブ海諸国の相互支援と協力、連帯、社会開発の共同などを協定したのが始まりである。
- その後加盟国は9カ国に増えたが、2009年ホンジュラスでクーデターが起こり、2010年1月に誕生したロボ政権は、本同盟からの離脱を表明した。本同盟8カ国は、ロボ政権を承認していない。
- 2009年6月、機構名を「米州ボリバル同盟」と改めることを決定[1]。
- 2010年には、域内貿易決済のための仮想通貨スクレの導入を決めている。
- 2010年6月24日、本同盟の首脳会議がエクアドルのオタパロで開かれた。この会議は、貿易協定や経済協定の具体化について話し合うことや先住民やアフリカ系住民の社会政策への参加を図ることなどが目的である。加盟諸国から先住民の代表等300人も出席している。25日には、先住民の生活・地位向上への努力、環境に責任を負う社会の建設などをうたった最終文書「オタバロ宣言」を採択して閉幕した。

## 参加国
- アンティグア・バーブーダ
- ボリビア 2019年11月15日に暫定政府が脱退を宣言したが、2020年発足の新政府が復帰を宣言。
- キューバ
- ドミニカ国
- グレナダ
- ニカラグア
- セントクリストファー・ネイビス
- セントルシア
- セントビンセント・グレナディーン
- ベネズエラ

## かつての参加国
- ホンジュラス 2010年1月12日脱退
- エクアドル 2018年8月23日脱退

## オブザーバー
3か国。
- シリア
- ハイチ
- イラン